# Rufinus
Rufinus, var en östromersk statsman, född 335 i Elusa i Gallien, och död 395.
Rufinus tog sig under Theodosius den store upp till en ansedd och inflytelserik ställning. Efter Theodosius död år 395 försökte han få sin dotter förmäld med kejsaren Arcadius, men planen tillintetgjordes på grund av eunucken Eutropius. Det har påståtts att Rufinus sedan stämplade mot kejsaren och i hemligher uppviglade goter och hunner till anfall. Snart fick han dock en farlig fiende i den västerländske fältherren Stilicho, som antagligen förmådde befälhavaren för de gotiska trupperna från Österlandet, Gainas, att låta döda Rufinus år 395.